# Staatskapitalismus
Der Begriff des Staatskapitalismus beschreibt ein ökonomisches System, in dem Grundzüge des Kapitalismus, wie Lohnarbeit  und Gewinnmaximierung, mit staatlicher Wirtschaftssteuerung und Staatseigentum an Unternehmen kombiniert werden. Er wird überwiegend innerhalb marxistischen Literatur, vereinzelt auch von liberalen Autoren verwendet. Als ein pejorativ genutztes politisches Schlagwort wurde er vornehmlich in den 1920er Jahren, als eine deutliche Ausweitung des Staatseinflusses auf die Wirtschaft erfolgte, einerseits von liberaler Seite und andererseits von sozialistischer Seite kritisch benutzt.

## Definitionen
Es existieren mehrere Definitionen zum Begriff Staatskapitalismus:
Eine häufige Erklärung von Staatskapitalismus innerhalb marxistischer Literatur ist, dass es sich um ein soziales System handelt, in dem Kapitalismus (Lohnarbeit in der Produktion und Profitmaximierung) mit Staatseigentum an den Schlüsselindustrien kombiniert ist. Das Buch Class Theory and History von Stephen A. Resnick und Richard D. Wolff untersucht die Möglichkeit von Staatskapitalismus in der ehemaligen UdSSR und setzt damit ein Streitthema fort, das innerhalb der marxistischen Theorie im 20. Jahrhundert auf das Heftigste debattiert wurde. Der größte Teil dieser Auseinandersetzung fand unter Trotzkisten statt und findet seine Ursprünge schon in der Linken Opposition in der UdSSR. Der bedeutendste Befürworter der sowjetischen Staatskapitalismustheorie war der Trotzkist Tony Cliff (Gründer der International Socialist Tendency 1960). Ein Kritiker jener Staatskapitalismustheorie war hingegen Ted Grant (Gründer des Committee for a Workers’ International, später der International Marxist Tendency), welcher in seiner im Jahr 1949 veröffentlichten Schrift Against the Theory of State Capitalism - Reply to comrade Cliff die Annahmen von Tony Cliff hinterfragte.
Im Spektrum der sich auf Cliff beziehenden Trotzkisten werden auch die Revolten und Aufstände in den staatssozialistischen Regimes Mittel- und Osteuropas generell als Klassenkämpfe im marxistischen Sinne verstanden. Andere Strömungen wie die um Ernest Mandel und Ted Grant dagegen bezeichnen diese Bewegungen als politische Revolutionen gegen die Bürokratie.
Während der Periode nach Stalins Tod und Maos Verkündung seines „Marxismus-Leninismus“ haben viele ausländische Maoisten, besonders Charles Bettelheim, die Sowjetunion (jedoch nicht die Volksrepublik China) häufig als staatskapitalistisch bezeichnet. Diese Anschuldigung muss man jedoch als Teil des Revisionismusstreits innerhalb der ausländischen Marxisten-Leninisten verstehen, die Chruschtschow und seine Nachfolger als Revisionisten und Konterrevolutionäre beschimpften. Nach Maos Tod und der Entmachtung seines Machtzirkels, der Viererbande, erweiterten viele – auch Maoisten – die Anschuldigung des Staatskapitalismus auf China.
Eine alternative Definition ist, dass Staatskapitalismus eine enge Beziehung zwischen dem Staat und den privaten Unternehmern bedeutet. In dieser Beziehung produzieren private Kapitalisten für einen zugesicherten Markt. Ein Beispiel hierfür stellt die Militärindustrie dar, in der unabhängige Firmen für den Staat produzieren und nicht dem Konkurrenzkampf des Marktes unterworfen sind (Permanente Rüstungswirtschaft). Viele, darunter auch Tony Cliff, sehen dies als Werdegang des modernen Weltmarktes mit „normalem“ Kapitalismus (auch teilweise staatskapitalistisch) auf der einen Seite und kompletten Staatskapitalismus, wie in der ehemaligen UdSSR und ihren Satellitenstaaten auf der anderen Seite. Diese Entwicklung wurde in den 1980er Jahren mit dem Kollaps der UdSSR und mit weiten Privatisierungsmaßnahmen in Europa und der Dritten Welt stark eingeschränkt.
Beide Definitionen wurden beeinflusst von Diskussionen zwischen Marxisten zu Beginn des 20. Jahrhunderts, besonders durch Nikolai Bucharin, der in seinem Buch Imperialismus und Weltwirtschaft die Theorie vertrat, dass fortgeschrittene „imperialistische“ Länder staatskapitalistisch wären und die Möglichkeit verwarf, dass sie zu ihrer ehemaligen Form zurückkehren könnten.

## Begriffsgeschichte

### Bis zum Ersten Weltkrieg
Bis zum Ersten Weltkrieg wurde der Begriff des Staatskapitalismus durch die Theoretiker der Arbeiterbewegung überwiegend als Gegenposition zum Staatssozialismus diskutiert.
Ende des 19. Jahrhunderts entstanden zunehmend wettbewerbsbeschränkende Formen von Organisationen in der Wirtschaft wie Trusts oder Wirtschaftskartelle. Aus Sicht der Sozialisten entwickelte sich der Kapitalismus zum Monopolkapitalismus. Zwar reagierten die USA mit dem Sherman Antitrust Act 1890 auf diese Entwicklung, aber in den meisten Staaten entwickelte sich erst später ein Kartellrecht. Im Bereich der natürlichen Monopole kam es aber schon im 19. Jahrhundert zu umfangreichen Verstaatlichungen. In Deutschland war dies vor allem die Verstaatlichung der Eisenbahn.
Aus Sicht der Sozialisten stellte sich die Frage nach der Bewertung solcher Verstaatlichungen. Rein pragmatisch betrachtet, konnten solche Verstaatlichungen als Schritt zu einer vollständigen Verstaatlichung und damit zum Staatssozialismus verstanden werden. Der Sozialistenkongress in Gotha 1875 unterstützte daher auch Verstaatlichungen der Eisenbahnen.
Die Gegenposition war, dass auch ein staatliches Unternehmen im Kapitalismus ein Unternehmen sei, das den Regeln des Kapitalismus unterliege. Schlimmer noch: Durch die Verstaatlichung verbänden sich wirtschaftliche und politische Macht in einer Hand. Der Kapitalismus verwandele sich in den Staatskapitalismus. Wilhelm Liebknecht sprach daher auf dem SPD-Reichsparteitag 1891 vom Staatskapitalismus als der „schlimmsten Form des Kapitalismus“ Karl Kautsky formulierte auf dem gleichen Parteitag:

„So lange also die besitzenden Klassen auch die herrschenden sind, wird das Verstaatlichen ... nie so weit gehen, dass ... der private Kapital- und Grundbesitz ... in seiner Macht und seinen Ausbeutungsgelegenheiten eingeschränkt würde“

Georg von Vollmar formulierte dagegen auf dem Parteitag, die „Unaufhaltsamkeit der fortschreitenden Demokratisierung der Staatsgewalt“ werde eben zum Staatssozialismus führen. Bereits jetzt sei der Staat als Unternehmen zu einer „gewissen Rücksichtsnahme auf die Allgemeinheit“ gezwungen.
Damit war das Begriffspaar Staatssozialismus/Staatskapitalismus Teil der Auseinandersetzung im Revisionismusstreit.

### Kriegswirtschaft und Weimarer Republik
Die Kriegswirtschaft im Ersten Weltkrieg führte zu einer Ausweitung des Staatseinflusses auf die Wirtschaft in bisher ungekanntem Umfang. Auch wenn dieser nach dem Krieg wieder zurückging, blieb er doch dauerhaft weit höher als vor dem Krieg. Das galt natürlich für die neu entstandene Sowjetunion, in der der Aufbau des Sozialismus angestrebt wurde, aber auch für die nun überwiegend demokratisch gewordenen Industriestaaten, in denen sozialdemokratische Parteien nun eine viel bedeutendere Rolle spielten.
In Fortsetzung des Revisionismusstreites wurde dies von Kommunisten und Sozialdemokraten unterschiedlich bewertet. Nikolai Bucharin sah den Staatskapitalismus als letzte Entwicklung des Kapitalismus vor seinem Untergang (ähnlich wie die in der marxistisch-leninistischen Imperialismustheorie der Imperialismus).

„Der Staatskapitalismus ist die Rationalisierung des Produktionsprozesses aufgrund der antagonistischen sozialen Beziehungen und der Herrschaft des Kapitals, die ihren Ausdruck findet in der Diktatur der Bourgeoisie“

Anders war die Sicht der Sozialdemokraten. Karl Renner formulierte die Durchstaatlichungsthese, die von weiten Teilen der Sozialdemokratie geteilt wurde: Im entstehenden Staatskapitalismus würde die Rolle des Kapitals von der des Herrschers zu der des Dieners verändert. Grund sei, dass der Staat in der Demokratie vorwiegend im Sinne des Proletariates handeln würde.

„Mit der fortschreitenden Durchstaatlichung der Volkswirtschaft müssen wir immer mehr damit rechnen, daß das Schicksal des Proletarier eines Landes mit dem Geschick des Staates zusammenfällt“

Nun griffen auch liberale Autoren den Begriff des Staatskapitalismus auf. Die Kriegswirtschaft und die wirtschaftspolitischen Maßnahmen am Anfang der Weimarer Republik wurden als „kalte Sozialisierung“ beschrieben, die zu einem Staatskapitalismus führen könnte. Aus liberaler Sicht war entscheidend, wie der staatliche Einfluss wirken würde. Vertreter der „Konvergenzthese“ vertraten die Ansicht, dass staatliche Unternehmen sich zunehmend wie privatwirtschaftliche Unternehmen verhalten würden. Für sich so verhaltende Unternehmen wurde der Begriff eines „staatskapitalistischen Unternehmens“ verwendet und in Gegensatz gesetzt zu „staatssozialistischen Unternehmen“, die andere Ziele verfolgten.
Auch wurde der Begriff Staatskapitalismus (wie auch „kalte Sozialisierung“) nun von liberaler Seite als politisches Schlagwort im Kampf gegen den Sozialismus genutzt. Demnach sei jede Form des Staatseinflusses auf die Wirtschaft ein Schritt hin zum Sozialismus.

„Planwirtschaft ist heute ein beliebter Ausdruck für Sozialismus. Auch die Ausdrücke Staatskapitalismus und Zwangswirtschaft sind synonym mit Sozialismus“

## Varianten des Staatskapitalismus
Friedrich Pollock, der bereits in den 1930er Jahren mit Aufsätzen zur Weltwirtschaftskrise auf den strukturellen Wandel des Kapitalismus hingewiesen hatte, entwarf in der Emigration eine für die Kritische Theorie politökonomisch maßgebende und deren Hauptwerk, die Dialektik der Aufklärung theoretisch unterfütternde Staatskapitalismus-Theorie. Er unterschied zwischen einer autoritären (Faschismus sowie Staatssozialismus) und einer liberalen Variante (New Deal) des Staatskapitalismus: Beiden gemeinsam war die Ersetzung des Primats der Ökonomie durch das Primat der Politik.
In einer Analyse der Rolle des Staates in der Wirtschaft der großen Schwellenländer, vornehmlich Chinas sprechen die Politikwissenschaftler Tobias ten Brink und Andreas Nölke von einem staatlich durchdrungenen Kapitalismus (Staatskapitalismus 3.0). In diesen Gesellschaften gleiche die wirtschaftliche Organisation eher einer gemischten Wirtschaft, die jedoch nicht krisenfrei sei.